# Sally Beamish
Sally Beamish, född 26 augusti 1956 i London, är en brittisk tonsättare av kammar-, vokal- och orkestermusik.
Beamish studerade viola vid Royal Northern College of Music och senare i Tyskland för Bruno Giuranna. Som violast i The Raphael Ensemble kom hon bland annat att medverka i sex skivinspelningar. Men det var som kompositör hon kom att göra sig ett namn. 
Genombrottet kom sedan Beamish flyttat från London till Skottland. Hon har sedan dess komponerat ett stort antal verk, bl.a. två symfonier ett flertal solokonserter samt kammar- och instrumentalmusik, film- och teatermusik liksom musik för amatörer.
Under tiden som composer in residence hos Scottish Chamber Orchestra och Svenska Kammarorkestern i Örebro (1999–2002) komponerade Beamish bland annat orkesterverket Whitescape (2000). 

## Verk

### Orkesterverk
- The Lost Pibroch för symfoniorkester (1991)
- Slagverkskonsert nr 1 (Trance o Nicht) (1991)
- Symfoni nr 1 (1992)
- Tam Lin, konsert för oboe och symfoniorkester (1993)
- Concerto Grosso för stråkorkester (1993)
- Walking Back för symfoniorkester (1994)
- Violinkonsert (1994)
- A Book of Seasons, kammarkonsert med violinsolo (1995)
- Violakonsert nr 1 (1995/1998)
- Cellokonsert nr 1 (River) (1997)
- The Caledonian Road för kammarorkester (1997)
- The Day Dawn för amatörorkester (1997)
- Symfoni nr 2 (1998)
- Blaze för symfoniorkester (1998)
- The Flight of the Eagle för symfoniorkester (1998)
- The Imagined Sound of Sun on Stone för saxofon och kammarorkester (1999)
- Bugs för slagverk och stråkar (1999)
- The Day Dawn för professionell orkester (1999)
- Whitescape för kammarorkester (2000)
- Violakonsert nr 2 (The Seafarer) (2001)
- Knotgrass Elegy för solister, kör och orkester till text av Donald Goodbrand Saunders (2001)
- Sangsters, Concerto for Orchestra för kammarorkester (2002)
- Trumpetkonsert, uruppförd av Håkan Hardenberger (2003)
- Writing Scotland, orkestermusik till en TV-serie (2004)
- Callisto för soloflöjt och symfoniorkester (2005)
- Violakonsert nr 3 (Under the Wing of the Rock) (2006)
  - Version för saxofon och stråkar (Saxofonkonsert nr 2) (2008)
- The Singing, konsert för accordeon och symfoniorkester (2006)
- A Cage of Doves för symfoniorkester (2007)
- Kammarkonsert för saxofonkvartett och stråkar (2007)
- Kammarkonsert för saxofonkvartett och barockstråkar (2008)
- Cellokonsert nr 2 (The Song Gatherer) (2009)
- Rhapsody on themes from Hafez för stråkorkester eller stråkkvartett och harpa (2008)
- Kirschen för symfoniorkester (2010)
- Seavaigers, konsert för fiol, gaelisk harpa och stråkar (2011)
- Slagverkskonsert nr 2 (Dance Variations) (2011)
- Diodati för symfoniorkester (2012)
- Reckless för kammarorkester (2012)
- Spinal Chords för berättare och 13 stråkar (2012)
- Flodden för sopran och orkester (2013)
- Variations on a Theme of Benjamin Britten för stråkar (2013)
- Equal Voices för kör och symfoniorkester (2014)
- Pianokonsert nr 1 (2015)
- Prospero för brass och slagverk (2015)

### Kammarmusik
- Dances and Nocturnes för violin, kontrabas och piano (1986)
- Commendia för piccolaflöjt, klarinett, violin, cello och piano (1990)
- The Wedding at Cana för stråksextett (1991)
- Piobaireachd för pianotrio (1991)
- Songs and Blessings för oboe, fagott, violin, viola och piano (1991)
- The Loch – Winter för flöjt, slagverk och cello (1993)
- Five Changing Pictures för piano, violin, viola, cello och kontrabas (1993)
- Into the Furnace för klarinett, fagott, horn, 2 violiner, viola, cello och kontrabas (1993)
- The Secret Dancer för pianokvartett (1995)
- Black, White, Blue för harpa och stråkkvartett (1997)
- Between Earth and Sea för flöjt, viola och harpa (1997)
- St Andrew’s Bones för horn, violin och piano (1997)
- Haunted House för pianotrio (1998)
- Stråkkvartett nr 1 (1999)
- Stråkkvartett nr 2 (Opus California) (1999)
- The Naming of Birds för blåskvintett (2000)
- Caprington Doubles: A Fanfare for Gilmorehill för 12 brassinstrument (2001)
- The Wiser Maid för stråksextett (2002)
- Carnival Samba för pianotrio (2003)
- Bratchwork för 4 violor (2006)
- Penguin Cafe för pianotrio (2007)
- Aquarium för 3 flöjter och cello (2008)
- Thorns för tenorsax, piano och kontrabas (2008)
- Opus California, version för saxofonkvartett (2009)
- Botanical Drawings för stråkkvintett (2011)
- Epilogue för stråkkvintett (2011)
- Five Poems from the Forest för recitatör och stråkkvintett till text av David Pownall (2011)
- Adagio and Variations för blåskvintett (2011)
- Stråkkvartett nr 3 (Reed Stanzas) (2013)
- The King’s Alchemist för violin, viola och cello (2013)
- Reckless in Amsterdam för saxofonkvintett (2013)
- Set Round a Square för kammarensemble (2014)
- The Slave’s Lament för 3 instrument (2015)
- Stråkkvartett nr 4 (Nine Fragments) (2018)

### Musik för två instrument
- Sonata for Violin and Piano (1976)
- Halbkreis för viola och piano (1982)
- Variations för klarinett eller horn och piano (1985)
- Little Variations för viola och piano (1986)
- Introduction and Rondo Capriccioso för violin och piano (1987)
- Capriccio för fagott och piano (1988)
- Sonata 'Winter Trees’ för violin och piano (1990)
- Duet for Martin för viola och cello (1992)
- Iasg för cello och piano (1993)
- Sule Skerrie för viola och piano (1995)
- Duel för 2 celli (1996)
- Words for My Daughter för flöjt och piano (1996)
- Bridging the Day för cello och piano(1998)
- Song of the Birds: Catalan Folk Song för 2 celli (1998/2007)
- Fanfare for Two Trumpets (1999)
- Sonata for Cello and Piano (2000)
- Sonata for Viola and Piano (2001)
- Bassoon-nova för fagott och piano (2003)
- Takes Two för accordion och cello (2004)
- Juno för trumpet och orgel (2005)
- Prelude and Canon för 2 violiner eller 2 celli (2005)
- Still Life för cello och piano (2007)
- Thorns, duett för cello och harpa (2008)
- Albatross, sonata för sopransax och piano (2012)
- Burglars för trumpet och piano (2014)
- Caliban för sopransax och piano (2014)
- Fanfares and Fancies on a Popular Air för 2 pianon (2014)

### Musik för soloinstrument
- Sonatina for Violin (1977)
- Entre Chien et Loup för piano (1978)
- Lullaby for Owain: Variations for Piano för piano (1985)
- Cadenzas for Telemann Concerto in G for Viola and Strings för viola (1990)
- Tom's Turn för klarinett (1992)
- Kyle Song för piano (1994)
- Gala Water för cello (1994)
- Max's Pibroch för piccolaflöjt (1994)
- Pianosonat (1996)
- Meditation för orgel (1996)
- The Lone Seafarer för violin (1998)
- Pennillion för viola (1998)
- Song of the Birds: Catalan Folk Song för cello (1998)
- The Wise Maid, Irish Reel för violin, viola eller cello (1998)
- Awuya för harpa (1998)
- October Serenade för orgel (1999)
- Madrigal för gitarr (1999)
- Fanfare for Trumpet (1999)
- Variations for Bass Trombone (1999)
- Caprington Doubles: A Fanfare for Gilmorehill för orgel (2001)
- That Recent Earth för viola (2003)
- Max’s Pibroch för piccolaflöjt (2004)
- Voices in Silence för piano (2004)
- October Dawn för oboe (2006)
- Bones för cello (2008)
- Ariel för viola (2012)
- Suite for Solo Cello (2013)
- Evening Lament (2014)
- Chaconne för orgel (2015)
- Miranda Dreaming för cello (2015)
- Whisper för cymbaler (2015)

### Vokalmusik
- I See His Blood upon the Rose för röst(er) och piano till text av Joseph M. Plunkett (1982)
- No, I'm Not Afraid för recitatör och instrumentalensemble till text av Irina Ratashinskaya (1988)
- Sonnet för sopran, flöjt, oboe d’amore och piano till text av William Shakespeare (1985/ rev. 1996)
- Three Winter Songs för sopran och violin till text av Emily Dickinson (1989)
- Tuscan Lullaby för sopran och instrumentalensemble (1989)
- Seven Songs för damkör till text av Emily Dickinson (1990)
- Magic Moments för sopran eller tenor och cello till text av Crawford Little (1991)
- Oracle Beach för mezzosopran och pianotrio (1991)
- Magnificat för sopran, mezzosopran och instrumentalensemble (1992)
- Mask för röst a cappella (1992)
- Buzz för sopran och viola till text av Emily Dickenson (1993)
- Love is Leaping för blandad kör och 4 slagverkare till text av Elizabeth Jennings/Nya Testamentet (1993/1998)
- in dreaming för tenor och instrumentalensemble till text av William Shakespeare (1994)
- Madrigali för tenor, piccolaflöjt, oboe, klarinett, horn, harpa och kontrabas (1994/2000)
- Clara för sopran och piano till text av Janice Galloway (1995)
- Shadow and Silver för blandad kör till text av Federico Garcia Lorca i översättning av Hugh Haughton (1995)
- Ae Fond Kiss för sopran och piano till text av Robert Burns (1996)
- Monster för sopran, recitatör och kammarorkester till text av Janice Galloway (1996)
- Two Burns Songs för mezzosopran och stråkkvartett (1996)
- Mary’s Precious Boy för barnkör och piano (1997)
- Two Canticles till text av Martin Shaw (1997)
  - Among the Sundered People för blandad kör
  - Canticle By The Lax Pool för manskör
- Four Findrinny Songs för sopran och blockflöjt till text av Donald Goodbrand Saunders (1998)
- Cramasie Threid för sopran och cello till text av Betty McKellar (1999)
- Exile: 6 Poems by Donald Goodbrand Saunders för tenor och piano (2000)
- The Seafarer Trio för berättare, piano, violin och cello till text av Charles Harrison Wallace (2000)
- A Shakespeare Masque för recitatör, kör och orkester (2004)
- My Heart’s in the Highlands till text av Burns (2004)
- The Gift för röst och instrumentalensemble (2004)
- Showings för blandad kör och instrument till text av Julian av Norwich (2005)
- Bird Year för blandad kör (2006)
- Loom Song för damkör och piano till text av Carmina Gadelica i översättning av Alexander Carmichael (2006)
- Lost and Found in the Forest of Dean: Four Poems of David Pownall för manskör (2006)
- St Catharine's Service (Magnificat and Nunc Dimittis) för blandad kör och orgel till text från Nya Testamentet (2006)
- In the Stillness, Christmas Carol för fyra soloröster eller blandad kör till text av Katrina Shepherd (2007)
- The Lion and the Deer, sångcykel för countertenor, blandad kör och orkester med text ur iranska dikter från 1300-talet (2007)
- Nests för barnkör och piano till text av Carmina Gadelica i översättning av Alexander Carmichael (2007)
- Little Morag för barnkör och piano till text av Carmina Gadelica i översättning av Alexander Carmichael (2007)
- Four Songs from Hafez
  - Version för tenor och harpa (2007)
  - Version för tenor eller baryton och piano (2012)
- Sea Psalm för 1 alt, 2 tenorer, 2 barytoner och berättare (2008)
- Bully Cat för barnkör (2009)
- Cat: A List för sopran, alt och piano till text av Richard Medrington (2009)
- Divan on themes of Hafez [originalversion] för countertenor, oboe och stråkar (2009)
- God of the Moon för blandad kör och orgel (2009)
- My Cat Dreams för barnkör till text av Richard Medrington (2009)
- Nightingale för sopran och instrumentalensemble (2009)
- Blaze of the Rose Tree för tenor, flöjt, viola och harpa (2011)
- Highland Haiku för blandad kör, trombon och flöjter till text av Chris Powici (2011)
- Divan on themes of Hafez [reviderad version] för countertenor, oboe, slagverk och stråkar (2012)
- Gaudent in Coelis för blandad kör (2012)
- North Sea Edge för blandad kör och orkester (2013)
- Equal Voices för orkester, kör, sopran och baryton (2014)
- Tree Carols för baryton och stråkkvartett till text av Fiona Sampson (2014)
- Be Still för kör och orgel (2015)

### Opera och musikteater
- Mr. and Mrs. Discobbolos för recitatör och instrumentalensemble till text av Edward Lear (1983)
- Ease, kammaropera med libretto av Edward Kemp (1993)
- Winter Journey – A Northern Nativity, julmusikal för skolbarn (1996)
- Monster, opera baserad på Mary Shelleys liv med libretto av Janice Galloway (2002)
- Shenachie, musikal med libretto av Donald Goodbrand Saunders (2006)
- The Sins, föreställning om de sju dödssynderna baserat på Piers the Plowman från 1300-talet (2011)
- The Intoxicating Rose Garden för dansare och instrument (2012)
- Hagar in the Wilderness, kammaropera för sopran, tenor och baryton med instrumentalensemble med libretto av Clara Glynn (2013)
- The Tempest, balett (2016)